# 永明镇
永明镇，是中华人民共和国四川省绵阳市三台县下辖的一个乡镇级行政单位。2019年12月，撤销建设镇，将其所属行政区域划归永明镇管辖，永明镇人民政府驻会仙路1号。

## 行政区划
永明镇下辖以下地区：
涪江街社区、会仙路社区、白庙社区、团新村、景家桥村、易家坪村、永和村、永明村、长江村、澜田坝村、天坪村、石缘寺村、万家坝村、红岩村、永红村、石碑垭村、杨家坝村、塔子坝村、白庙村和双鹿村。

## 交通
- 成渝环线高速、 西绵高速